# 雪梨書院巴免校區
雪梨書院巴免校區是澳洲新南威爾斯州雪梨內西區羅些（近巴免處）的一所政府資助全日制中學，男女同校，为雪梨書院三大校区之一。
該校建於1975年，初名為巴免中學（Balmain High School），可容納約750名7年級至10年級學生。

## 外部連結
- Sydney Secondary College Balmain Campus website （页面存档备份，存于）